# ジオストーム (映画)
『ジオストーム』（Geostorm）は、2017年にアメリカ合衆国で公開されたSF災害映画。監督はディーン・デヴリン、主演はジェラルド・バトラーが務めた。

## ストーリー
プロローグ
2019年。災害史に残るような規模の自然災害が多数発生した後、18か国が共同で国際気象宇宙ステーション（ICSS）を中心とした人工衛星のネットワークにより気象をコントロールするシステムを構築し《ダッチボーイ》と名付けた。
システムの総責任者であるジェイク・ローソンは、緊急時に上司の承認なしに異常気象を防いだためにアメリカ合衆国上院の査問会に呼び出され、査問会の議長を務めるトーマス・クロス（バージニア州知事）を罵倒してしまう。ジェイクは更迭され、弟のマックスが後任となる。
序盤
2022年。アフガニスタンで一つの村が村人ごと凍りついてしまうという事態が発生する。アンドリュー・パルマ（アメリカ合衆国大統領）は緊急会合を開催する。気象コントロール衛星の不具合が疑われるが、ICSSを管理している合衆国の責任を回避するため、パルマはICSSの管理権が国連へ移る2週間後までは詳細の隠蔽を決断した。
マックスの抗議に応じ、パルマはICSSへ追加人員を一人だけ送ることを許す。デッコム国務長官はマックスにジェイクを勧める。職を失ったジェイクは妻と離婚し、フロリダ州で怠惰な日々を送っており、訪ねてきた弟の誘いを一度は断るが、ICSSに戻ることを決める。
ICSSではアフガニスタン管轄衛星のデータをハードディスクにコピーしたエンジニアが宇宙空間に放出されて死ぬ。香港でも異常に気温が上昇し大規模な陥没・火災・ビル倒壊が発生する。ICSSに到着したジェイクは、ステーションの司令官を務めるウーテ・ファスベンダーに出迎えられる。香港管轄人工衛星の不具合を調べようとすると、事故が起きてデータはすべて失われる。
中盤
マックスは香港の部下チェンから、香港の気象を管理する衛星にアクセスできないと報告される。チェンは地球規模の破滅的な嵐ジオストームの危険性をマックスに告げる。マックスはサイバーセキュリティ担当者である友人デイナの協力で衛星にアクセスしようとするが、アクセスはブロックされた。チェンはアメリカに来るが何者かに襲われ、マックスに"ゼウス"とつぶやいたのちに息を引き取る。
ジェイクとウーテは船外でアフガニスタン管轄衛星のハードディスクを回収するが、事故により生命の危機に見舞われる。内部スパイの犯行を疑い、回収したことを隠す。さらに衛星の故障を招いたコンピュータウイルスを発見する。マックスはガールフレンドでシークレットサービスのサラ・ウィルソンの協力を得て、ゼウスが破滅的なジオストームのシミュレーションであることを発見する。ジェイクはダッチボーイをリセットしてコンピュータウイルスを除去するために、パルマだけが知る停止コードの入手をマックスに依頼する。
誤作動する衛星の仕業で東京やリオデジャネイロで異常気象が起き、ジェイクは交換衛星を故障した衛星に衝突させて食い止める。だがICSSでは自爆シークエンスが始まり、ジェイクはソフトウェアエンジニアのダンカンがコンピュータウイルスを感染させたことを知って殴り倒した直後に、ダンカンは自爆に巻き込まれ死亡。モスクワやムンバイでも異常気象が起きる。クルーをシャトルに乗せて脱出させた後、ジェイクはリセットのためICSSに残る。
終盤
マックスは、パルマが民主党大会に出席するオーランドが次の異常気象出現場所であることを知り、マックスはデッコム国務長官に助力を求める。だが他国を弱めて、大統領および他の後継候補を殺し大統領の座を狙おうとしたデッコムこそが一連の主犯であり、デッコムはマックスを殺そうとする。
停止コードは「大統領の生体認証」であることを知ったマックスはサラとともに大統領を誘拐する。3人は大統領を殺そうとするデッコムの手下から逃げ、最終的に手下を倒しデッコムを捕らえる。ジオストームがドバイを襲う中、マックスとサラは大統領をケネディ宇宙センターへ連れて来て停止コードをICSSに発信する。
ジェイクはウーテと協力してコンピューターをリセットし、制御をNASAへ移してジオストームをくいとめる。ICSSの自爆は止められず、二人は交換衛星に乗って脱出しシャトルに救助される。
エピローグ
半年後、ジェイクは再建され国際委員会が運営するダッチボーイの主任エンジニアとなった。

## ジオストーム(災害)一覧
インド ムンバイ
巨大な竜巻が複数発生。
アフガニスタン
異常な気温低下によりある村が凍結。村の人々や家畜が凍った。
香港
異常な気温上昇によりガス管が爆発、竜巻の発生によりビルが倒壊。
東京
銀座に多数の雹や異常に巨大な雹が落下。人々の頭上、自動車にも落下した。そのシーンにゴスロリ衣装の女性が一瞬だけ登場するという日本ならではの描写がある。監督が銀座を選んだ理由は「今回はバスほどのサイズの雹が降ってくるという設定だが、ビルの窓ガラスや、ショーウィンドウ、そして街ゆく車などが破壊されたとき、その衝撃やインパクトの強さを1番よく演出できる街だと思ったんだ。秩序があり、非常に整っている街が崩壊する方が、雑然とした街が崩壊するより強く印象に残るからね」と語った。
リオデジャネイロ
アフガニスタン同様、異常な気温低下により、人・鳥・飛行機等が凍結。飛行機が墜落。
モスクワ
衛星の暴走により熱レーザーが発射。雪は溶け、火災が広範囲に発生。
オーランド
多数の落雷。火災や道路・鉄塔の倒壊。
ドバイ
衛星の暴走により、超巨大な津波が発生。津波により高層ビルが倒壊。

## キャスト
※括弧内は日本語吹替
- ジェイク・ローソン - ジェラルド・バトラー（上川隆也[5][6]）

衛星システム、ダッチボーイを開発した科学者。
- マックス・ローソン - ジム・スタージェス（山本耕史[5][6]）

ジェイクの弟。大統領次官補佐官、ダッチボーイの統括責任者。
- サラ・ウィルソン - アビー・コーニッシュ（ブルゾンちえみ[5][6]）

マックスの恋人でシークレットサービスのエージェント。
- ウーテ・ファスベンダー - アレクサンドラ・マリア・ララ（田中敦子[6]）

ドイツ人のICSS司令官、熱圏の専門家。
- チェン・ロン - ダニエル・ウー（蟹江俊介[6]）

中国人のICC太平洋機構評議会本部長、香港のマックスの部下。
- アル・ヘルナンデス - エウヘニオ・デルベス（英語版）（岩崎正寛[6]）

メキシコ人のICSS乗務員、ロボットアームの操作担当。
- レイ・デュセット - アムール・ワケド（横島亘[6]）

フランス人のICSS乗務員、通信と保安担当。
- エニ・アディサ - アデペロ・オデュイエ（英語版）（木村涼香[6]）

ナイジェリア人のICSSの乗務員、構造工学の技術者。
- アンドリュー・パルマ - アンディ・ガルシア（内田直哉[6]）

アメリカ合衆国大統領。
- レオナルド・デッコム - エド・ハリス（菅生隆之[6]）

アメリカ合衆国国務長官。
- ダンカン・テイラー - ロバート・シーハン（寺島惇太[6]）

イギリス人のICSSの乗務員、ソフトウェアエンジニア。
- トーマス・クロス - リチャード・シフ（仲野裕[6]）

バージニア州知事。
- カサンドラ・ジェニングス - メア・ウィニンガム（神田みか[6]）

大統領直属の科学顧問。
- デイナ - ザジー・ビーツ（朴璐美[6]）

マックスの友人で部下のサイバーセキュリティエンジニア。
- ハンナ・ローソン - タリタ・ベイトマン（英語版）（潘めぐみ[6]）

ジェイクの娘。
- ミッキー - ダニエラ・ガルシア（熊谷海麗[6]）

アメリカ人のICSSの乗務員、衛星管制担当。
- マイク - リッチー・モンゴメリー（間宮康弘[6]）

NASAの長官。
- リコ - デヴィッド・S・リー（さかき孝輔[6]）

デッコムの部下でシークレットサービスのエージェント。
- カール・ドライト - ビリー・スローター（英語版）
- コルナー - デレク・ロバーツ（辻井健吾）
- マクムード - リチャード・リーガン・ポール（西谷修一）

インド人のICSSの乗務員、システムエンジニア。
- ディクソン - ショーン・ポール・ブラウド（新城健）

当初はキャサリン・ウィニックがジェイクの元妻でありハンナの母であるオリヴィア・ローソン役にキャスティングされていたが、再撮影の結果、彼女の役はジュリア・デントンが務めることになった。

## 製作
2014年4月11日、ジェラルド・バトラーがディーン・デヴリン監督の新作で主演を務めることになったと報じられた。7月7日、本作のプリ・プロダクションがスタートした。8月15日、ジム・スタージェス、アビー・コーニッシュ、エド・ハリス、アンディ・ガルシアの起用が発表された。19日、アレクサンドル・マリア・ララが本作に出演することになったという報道があった。9月26日、キャサリン・ウィニックの出演が決まった。10月8日、エウヘニオ・デルベスがキャスティングされたと報じられた。

### 撮影
当初、本作の製作費は8100万ドルを予定していた。本作の主要撮影は2014年10月20日にルイジアナ州ニューオーリンズで始まり、2015年2月10日に終了した。劇中のNASAでのシーンは、実際にNASAの施設を借り受けて撮影されたものである。
2015年12月に行われたテスト・スクリーニングでの評判が著しく悪かったため、ワーナーとスカイダンスは1500万ドルを投じて再撮影を行うことになった。ジェリー・ブラッカイマーをプロデューサーに迎え、再撮影分の脚本はレータ・カログリディス、演出はダニー・キャノンが担当することとなった。。

## マーケティング
ワーナー・ブラザース映画は本作のコマーシャルのためにドッキリを仕掛けた。ニューヨークのとある区画を貸し切り、その区画が大寒波に襲われて凍り付いたかのように装飾したのである。ドッキリに協力しているタクシードライバーが客を乗せてしばらくすると「ニューヨークを突如として大寒波が襲いました」という偽のニュース速報が流れ、その後に装飾した区画に入るというものであった。最初は半信半疑であった乗客も精巧な装飾を目にして慌てふためくこととなった。その動画は2017年10月16日にYouTube上で公開された。
日本ではサンリオキャラクターの『ぐでたま』、東京都台東区東上野にある銭湯『寿湯』とのコラボも実施。レジェンド松下の実演販売を取り入れた予告動画もYouTube上で公開された。

## 公開
当初の予定では、本作の全米公開日は2016年3月25日になっていた。しかし、2014年8月、ワーナーは本作を公開スケジュールから引き上げ、その日には『バットマン vs スーパーマン ジャスティスの誕生』を公開すると発表した。12月11日、ワーナーが本作の全米公開日を2016年10月21日に再設定したと報じられた。2015年9月、ワーナーが本作の全米公開日を2017年1月13日に延期することを決めたと報じられた。2016年6月、ワーナーは本作の公開日を再度延期し、2017年10月20日に全米公開すると発表した。

## 興行収入
本作はマデアおばさんシリーズの新作『タイラー・ペリーのまた出たぞ〜! マデアのハロウィン2』、ジョー・ネスボの小説を映画化した『スノーマン 雪闇の殺人鬼』、ジョセフ・コシンスキー監督の新作『オンリー・ザ・ブレイブ』、宗教映画『奇跡の絆』と同じ週に公開され、公開初週末に1000万ドルから1200万ドルを稼ぎ出すと予想されている。2017年10月20日、本作は全米3246館で封切られ、公開初週末に1370万ドルを稼ぎ出し、週末興行収入ランキング初登場2位となった。

## 評価
本作は批評家から酷評されている。映画批評集積サイトのRotten Tomatoesには49件のレビューがあり、批評家支持率は10%、平均点は10点満点で3.4点となっている。サイト側による批評家の見解の要約は、「印象に残る特殊効果や練り上げられた登場人物、感動的な物語が欠けている。『ジオストーム』は壮大な規模の災害映画として製作されたはずなのだが、完成品は映画災害とも言うべきものになってしまった。」となっている。
また、Metacriticには19件のレビューがあり、加重平均値は21/100となっている。なお、本作のCinemaScoreはB-となっている。
一方で、日本のAmazonにおけるユーザー評価は、5段階評価で4.0点前後であり、日本人からはおおむね高評価となっている。

## テレビ放映
| 回 | 放送日         | 放送時間      | 放送局     | 放送枠             | 平均世帯 視聴率 | 備考 |
| -- | -------------- | ------------- | ---------- | ------------------ | --------------- | --- |
| 1  | 2021年5月15日  | 21:00 - 23:10 | フジテレビ | 土曜プレミアム     | 9.3%            | 当初は2021年4月3日に『土曜プレミアム』にて放送予定だったが、 同年3月24日に俳優の田中邦衛が死去したことを受け、 『田中邦衛さん追悼特別番組「北の国から'87初恋」』に変更され、 それによりこの日に放送延期された。 |
| 2  | 2022年11月16日 | 13:40 - 15:40 | テレビ東京 | 午後のロードショー |                 | |
| 3  | 2025年2月26日  | 13:40 - 15:40 | テレビ東京 | 午後のロードショー | 2.2%            | |